# Юла (приток Пинеги)
Юла — река в Виноградовском и Пинежском районах Архангельской области, левый приток реки Пинега (бассейн Северной Двины). В нижнем течении на берегу реки стоит посёлок Пачи́ха. Ранее в 60 верстах от церкви в Карпогорах на реке Юле находилась деревня Карпогорского прихода. В 2019 году верховья Юлы вошли в состав Двинско-Пинежского заказника.

## Характеристики

Бассейн Северной Двины

Длина реки составляет 250 км. Площадь водосборного бассейна — 5290 км². Река замерзает в ноябре и остаётся под ледяным покровом до конца апреля. Половодье с мая по июнь. Питание снеговое и дождевое. Среднегодовой расход воды — в устье — 46 м³/сек.

## Притоки
Притоки: Шиврей (Серова), Сёмрас (Чомрас), Ура, Ёнтала (Сонтала), Нижняя Шукша, Верхняя Рамба, Вырьела, Верхняя Шукша (Левая Рассоха), Кустюга, Тощица, Нижняя Таслуса, Верхняя Сарова, Таслуса (Верхняя Таслуса, Таслуга), Калева, Ошала, Вислуса, Мурдей, Кырас, Верхняя Нема, Сазан, Явроньга, Верхняя Луденка, Кабак, Луденка, Юрас, Якушев, Летняя Рассоха, Медведок, Губаниха, Гремилка, Большой Медведок, Туела, Двойник, Паплиский, Пихтемский, Крова, Пачи́ха (Почиха, Почнуха), Большой Лебедок, Ченова, Малая Патья, Магуниха, Большая Патья, Чурило, Руколы, Паноровец, Верспело, Тигун.

## Топографические карты
- Лист карты P-38-17-A,B — ФГУП «ГОСГИСЦЕНТР»
- Лист карты P-38-17-C,D — ФГУП «ГОСГИСЦЕНТР»